# Leonora Poloska
Leonora Poloska (makedonska: Леонора Полоска), född 3 maj 1982 i Skopje i Makedonien, är en albansk sångerska. 
Poloska inledde sin karriär i ung ålder med låten "Shpresa e ardhmerisë". Hon har släppt flera singlar, och är mest känd för låten "Kush o mama" som hon sjöng med rapparen Mc Kresha. 2011 släppte hon musikvideon till låten "Ëngjulli im". 

## Diskografi

### Singlar
- 2006 – "Do të digjesh"
- 2010 – "Kush o mama"
- 2011 – "Ëngjulli im"
- 2013 – "I Need Your Love"